# 뎃츠 컨닝! 사상최대의 작전?
뎃츠 컨닝! 사상최대의 작전?(That's カンニング！ 史上最大の作-?)은 일본에서 제작된 스가와라 히로시 감독의 1996년 코미디 영화이다. 야마구치 타츠야 등이 주연으로 출연하였고 코마키 지로 등이 제작에 참여하였다.

## 출연

### 주연
- 야마구치 타츠야
- 아무로 나미에

### 조연
- 아라키 사다토라
- 야마모토 타로
- 타카라이 마사아키
- 하야마 리키
- 후지키 나오히토
- 마스 타케시
- 마로 아카지
- 유리 토루